# Отряд 124
Отряд 124 (кор. 124부대) — подразделение спецназа КНДР, входившее в состав Главного разведывательного управления Корейской Народной Армии и подчинявшееся руководству Трудовой партии Кореи. Занималось сбором разведданных в Южной Корее, вербовкой и шпионажем, а также диверсионными операциями.
Известность подразделение получило после попытки убийства президента Южной Кореи  Пак Чон Хи в январе 1968 года:: 21 января 1968 группа из 31 спецназовца при попытке штурма Синего дома в Сеуле была разгромлена войсками Южной Кореи и США. В ходе боя погибли 28 или 29 человек (один считается пропавшим без вести).
Непосредственно выжило только двое: Пак Дже Гён сумел вырваться и бежать обратно в КНДР, где стал героем нации, получил звание генерала КНА и стал заместителем министра обороны при Ким Чен Ире; Ким Син До сдался властям Южной Кореи, провёл некоторое время в тюрьме, после освобождения получил южнокорейское гражданство и стал священником в протестантской церкви. Считается, что после провала операции отряд 124 был расформирован, а его место заняли Специальные батальоны КНА.